# Sarcoptilus bollonsi
Sarcoptilus bollonsi is een Pennatulaceasoort uit de familie van de Pennatulidae. De wetenschappelijke naam van de soort is voor het eerst geldig gepubliceerd in 1906 door Benham.